# 장미의 눈물
《장미의 눈물》은 1997년 8월 13일부터 1997년 10월 2일까지 방송되었던 SBS 수목 드라마로 신애라(백장미 역)가 콜걸이란 파격적인 이미지를 통해 안방 극장에 돌아왔고 이 배역에는 당초 오연수가 낙점됐는데 1996년 1월 종영된 MBC 주말 특별 기획 드라마 《전쟁과 사랑》을 끝으로 SBS와 회당 200만 원에 전속 계약을 맺으며 이적했지만 마음에 드는 배역이 없어 고사했고 이 과정에서 SBS가 일방적으로 전속 계약을 파기했다며 문제 삼고 나서자 오연수는 계약 조건을 충분히 이해하지 못한 자신의 잘못을 먼저 인정한 뒤 남아있는 횟수분에 대한 계약금을 돌려줬다.

## 기획 의도
미스터리 기법을 가미한 멜로물로 각각 다른 집으로 입양되어 헤어졌던 고아 출신의 두 남매가 성인이 된 뒤 살인 사건을 계기로 한 사람은 변호사로 또 한 사람은 살인자로 만나 깨어진 가족 관계를 복원해가는 드라마

## 등장 인물

### 주요 인물
- 신애라 : 백장미 역

주인공. 두 번째로 입양된 집에서 이모부에게 성폭행을 당하는 바람에 '다중인격장애'라는 특이한 증세를 보인다. 후에 고급콜걸로 일하다 살인 사건의 혐의자가 된다.
- 정보석 : 민기범 역

장미의 쌍둥이 오빠이자 전도유망한 변호사. 정계 진출의 야심을 품고 있다.
- 조민기 : 주영모 역

장미의 연인.
- 황수정 : 문훈숙 역

부잣집 딸로 방송국 세트 디자이너. 기범의 애인.

### 주변 인물
- 남성훈 : 김중만 역
- 박혜숙 : 강지숙 역
- 정찬 : 루키 신 역
- 차진욱 : 상길 역
- 김종헌 : 김일두 역
- 송희아 : 잔디 역
- 최성국
- 한인수
- 한영숙
- 김학철
- 김병길
- 권은아
- 배동성
- 이상훈
- 음정희

## 결방 사유 및 편성 변경
- 1997년 9월 17일 : 9시 30분부터 특선영화 <성룡의 홍번구> 편성으로 인해 결방
- 1997년 9월 18일 : 11회, 12회 연속 방송

## 참고 사항
- 당초 최수종의 캐스팅이 확정적이었는데 당시 제목은 《장미의 이름으로》였다. 하지만, 최수종이 KBS와의 계약분이 남아있다는 이유로 입장을[5] 포기하자 정보석이 대신 캐스팅되었으며 제목도 변경됐다.
- 기대 이하의 성적에 그쳤으며 SBS 일일 드라마 《미아리 일번지》와 함께 서둘러 종영했다.[6]
- 폭력 장면을 그대로 내보내어 방송위원회로부터 시청자 사과 명령을 받았다.[7]